# Albert Charles Lucien Henry

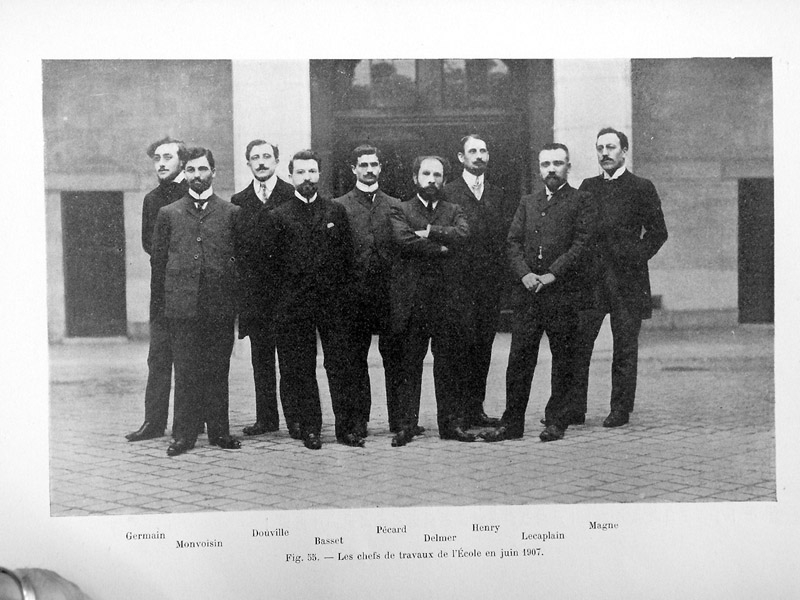
Albert Henry (3. v. r.) im Kreise der Professoren (Juni 1907)

Albert Charles Lucien Henry (geb. 4. Februar 1878 in Stenay; gest. 15. Dezember 1943 in Saint-Maurice) war ein französischer Tierarzt und Parasitologe. Sein Hauptwerk war die Klassifikation der Strongyliden, zu deren Systematik Henry zahlreiche Beiträge lieferte.

## Leben
Henry studierte von 1895 bis 1899 Tiermedizin an der École nationale vétérinaire d’Alfort. Anschließend unterrichtete er bis November 1900 Naturgeschichte in Lyon und kehrte dann nach Alfort zurück. Dort wurde er in Nachfolge von Alcide Railliet auf den Lehrstuhl für Parasitologie berufen. Henry wurde 1909 in die Académie vétérinaire de France aufgenommen, war von 1914 bis 1922 ihr Sekretär und 1930 ihr Präsident.

## Werke
- Alcide Railliet, Albert Henry: Sur la classification des Strongylidae. I. Metastrongylinae, Comptes rendus hebdomadaires des séances et mémoires de la Société de biologie, Band 66, S. 85–88.
- Albert Henry, Jean Guilhon: Le rôle du lait dans la transmission de quelques protozooses. 1945